# Towner (Colorado)
Towner es un lugar designado por el censo ubicado en el condado de Kiowa en el estado estadounidense de Colorado. En el Censo de 2010 tenía una población de 22 habitantes y una densidad poblacional de 229,57 personas por km².

## Geografía
Towner se encuentra ubicado en las coordenadas 38°28′13″N 102°4′50″O / 38.47028, -102.08056. Según la Oficina del Censo de los Estados Unidos, Towner tiene una superficie total de 0.1 km², de la cual 0.1 km² corresponden a tierra firme y (0%) 0 km² es agua.

## Demografía
Según el censo de 2010, había 22 personas residiendo en Towner. La densidad de población era de 229,57 hab./km². De los 22 habitantes, Towner estaba compuesto por el 90.91% blancos, el 0% eran afroamericanos, el 0% eran amerindios, el 0% eran asiáticos, el 0% eran isleños del Pacífico, el 9.09% eran de otras razas y el 0% pertenecían a dos o más razas. Del total de la población el 9.09% eran hispanos o latinos de cualquier raza.